# Silene skorpilii
Silene skorpilii là loài thực vật có hoa thuộc họ Cẩm chướng. Loài này được Velen. miêu tả khoa học đầu tiên năm 1890.